# 荷西·里荷
荷西·安東尼奧·里荷·阿布瑞尤（西班牙語：José Antonio Rijo Abreu，1965年5月13日—），為前美國職棒大聯盟的投手，生涯效力過洋基、運動家與紅人等隊。
里荷在1988年到1993年都是紅人隊穩定的先發輪值之一，他這段期間的防禦率都低於3。1990年，他帶隊拿下世界大賽冠軍，並獲選為系列賽MVP。1994年，里荷入選生涯唯一一次明星賽。
1995年，里荷受到手肘傷勢影響，導致身手急遽下滑，並讓他缺席1996年到2000年賽季。2001年，他以後援投手身分重返紅人隊。他也成為1976年的Minnie Miñoso後，第一位先獲得名人堂選票再重返球場的選手。2002年，他獲選湯尼·康尼格里亞羅獎。2005年，他入選紅人隊名人堂。

## 職業生涯
1984年，年僅18歲的里荷登上大聯盟。前一年他在小聯盟拿下15勝5敗，防禦率1.68的優異成績。不過他在大聯盟的第一年表現不如預期，有些人認為是洋基老闆看到大都會新秀投手德懷特·古登的優異表現，為了想要效仿而急於拉上里荷。12月5日，洋基將里荷、Eric Plunk、Tim Birtsas、Jay Howell和Stan Javier交易到運動家，換來瑞奇·韓德森、Bert Bradley和現金。
1986年4月16日，里荷單場投出16次三振，寫下運動家隊史紀錄。下一場先發他投出14次三振，並只被敲出2支安打，可惜最後吞下敗投。儘管里荷在運動家三年期間只拿下17勝，但紅人隊看上了他的潛力，因此將重砲手戴夫·帕克交易到運動家，換來里荷和Tim Birtsas。
1990年，里荷在季後賽拿下3勝，其中2勝更是在世界大賽面對前東家運動家所拿下。他在世界大賽的防禦率僅0.59，最終紅人四連勝橫掃運動家奪冠，里荷也拿下世界大賽MVP。

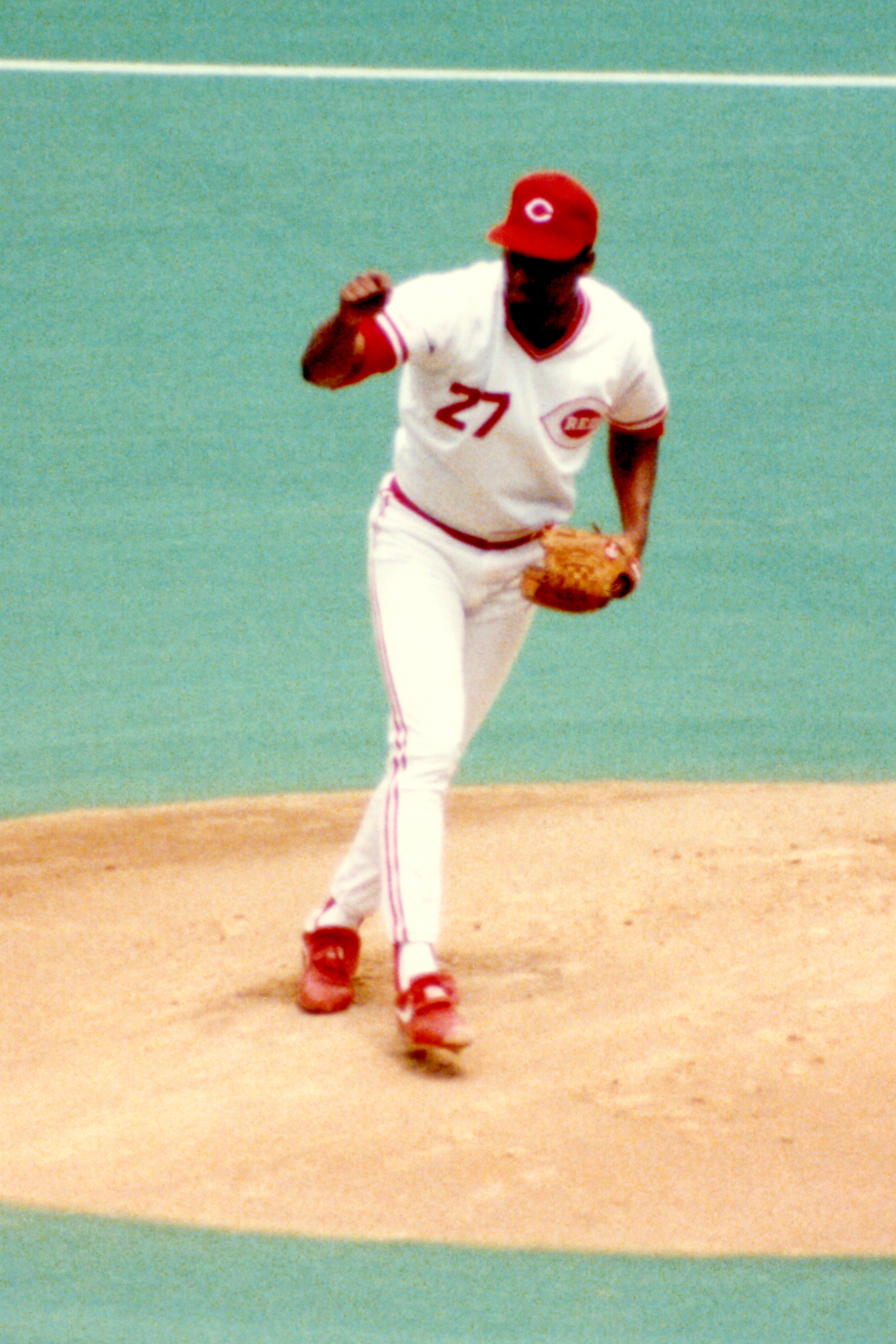
1990年的里荷

1993年，他面對洛磯投出1安打的完封勝。隔年他入選生涯唯一一次明星賽。1995年，里荷因為手肘受傷導致身手急遽下滑。這個傷勢讓他離開大聯盟賽場長達5年之久，不過他在2001年打破眾人眼鏡回歸大聯盟。他也成為少數幾位在獲得名人堂選票後還能回歸大聯盟的選手之一。
2002年，里荷在大聯盟的最後一年拿下湯尼·康尼格里亞羅獎。2003年，里荷仍在紅人隊的大聯盟名單內，但後來因為手肘再次受傷導致球季報銷，之後他決定宣布正式退休。

## 生涯投球成績
| 勝投 | 敗投 | 防禦率 | 出賽場次 | 先發 | 完投 | 完封 | 投球局數 | 安打 | 失分 | 自責分 | 全壘打 | 保送 | 三振 | 暴投 | 觸身球 |
| ---- | ---- | ------ | -------- | ---- | ---- | ---- | -------- | ---- | ---- | ------ | ------ | ---- | ---- | ---- | ------ |
| 116  | 91   | 3.24   | 376      | 269  | 22   | 4    | 1880.0   | 1710 | 772  | 676    | 147    | 663  | 1606 | 30   | 28     |

## 個人生活
里荷曾在國民隊擔任總經理特助。2006年，他幫助球隊簽下16歲的游擊手Esmailyn Gonzalez，但後來發現Gonzalez的真實名字是Carlos Lugo，而且簽約時已有21歲。這起事件被爆料後，里荷也在2009年2月離職。
他曾和名人堂球員胡安·馬里寇爾的女兒結婚。2008年，他曾擔任電影《棒球男孩》的配角。
2001年，第一次獲得名人堂票選資格的里荷獲得0.2%的選票。2008年，他第二次獲得票選資格，但這次一票都沒有拿到。

## 外部連結
- 球員資訊和成績在MLB，ESPN，Baseball-Reference，Fangraphs（英文）